# Kotto Bass
Pour les articles homonymes, voir Auger et Bass.
 (octobre 2023).
La mise en forme du texte ne suit pas les recommandations de Wikipédia : il faut le « wikifier ».
Les points d'amélioration suivants sont les cas les plus fréquents :
- Les titres sont pré-formatés par le logiciel. Ils ne sont ni en capitales, ni en gras.
- Le texte ne doit pas être écrit en capitales (les noms de famille non plus), ni en gras, ni en italique, ni en « petit »…
- Le gras n'est utilisé que pour surligner le titre de l'article dans l'introduction, une seule fois.
- L'italique est rarement utilisé : mots en langue étrangère, titres d'œuvres, noms de bateaux, etc.
- Les citations ne sont pas en italique mais en corps de texte normal. Elles sont entourées par des guillemets français : « et ».
- Les listes à puces sont à éviter, des paragraphes rédigés étant largement préférés. Les tableaux sont à réserver à la présentation de données structurées (résultats, etc.).
- Les appels de note de bas de page (petits chiffres en exposant, introduits par l'outil «  Source ») sont à placer entre la fin de phrase et le point final[comme ça].
- Les liens internes (vers d'autres articles de Wikipédia) sont à choisir avec parcimonie. Créez des liens vers des articles approfondissant le sujet. Les termes génériques sans rapport avec le sujet sont à éviter, ainsi que les répétitions de liens vers un même terme.
- Les liens externes sont à placer uniquement dans une section « Liens externes », à la fin de l'article. Ces liens sont à choisir avec parcimonie suivant les règles définies. Si un lien sert de source à l'article, son insertion dans le texte est à faire par les notes de bas de page.
- La présentation des références doit suivre les conventions bibliographiques. Il est recommandé d'utiliser les modèles {{Ouvrage}}, {{Chapitre}}, {{Article}}, {{Lien web}} et/ou {{Bibliographie}}. Le mode d'édition visuel peut mettre en forme automatiquement les références.
- Insérer une infobox (cadre d'informations à droite) n'est pas obligatoire pour parachever la mise en page.

Pour une aide détaillée, merci de consulter Aide:Wikification.
Si vous pensez que ces points ont été résolus, vous pouvez retirer ce bandeau et améliorer la mise en forme d'un autre article.
Kotto Bass de son vrai nom Nyamsi Theodore Auger,  est un musicien camerounais né le 6 février 1963.
Bassiste réputé, chanteur, choriste reconnu, requin des studios confirmés et arrangeur de génie, il proposait un style mêlant rumba congolaise et makossa. Il était bien parti pour dominer la musique camerounaise avant de mourir précocement à l’âge de 33 ans.

## Biographie
Kotto Bass est né le 6 février 1963. Il avait à peine deux ans lorsqu'il est diagnostiqué atteint de la poliomyélite. C'est cette maladie qui va  paralyser l’une de ses jambes. Handicapé moteur, il se déplaçait en s'appuyant sur une canne qu’il avait fait peindre aux couleurs du drapeau des États-Unis.
Son handicap n'a pas contenu l'enthousiasme et l'entrain du jeune garçon très tôt passionné par la musique. 
A  l'école primaire du Camp Berteau à Douala, il montre sa prédisposition pour la musique en jouant au sein des orchestres scolaires.  A l’âge de 17 ans, il est déjà un excellent bassiste. 

## Carrière
Son instrument fétiche est la guitare Basse, d'où son nom d'artiste « Kotto Bass ». 
Il commence à la fin des années 80 à travailler au Makassi Studio de Sam Fan Thomas et peu de temps après, il devient le chef d'orchestre de la MBC (la Makassi Band Corporation).
En 1996, paraît son premier CD solo “Edith ndol'a ngo”. Il décroche un disque d’or avec ce premier album solo.
Son second album paraît avec des titres phares comme “Yes Bamenda”, “Concours de patience”  etc. 
Il a accompagné de nombreux artistes de renom comme Lapiro de Mbanga et de nombreux chanteurs de makossa lors de tournées.
Sa mort soudaine le 20 novembre 1996  provoque un véritable choc au Cameroun et est accueillie avec beaucoup de tristesse. Les circonstances de sa mort restent non clarifiées
,.
Le jour de son enterrement une foule immense est sortie pour accompagner son corps à sa dernière demeure au cimetière de Bonaberi à Douala.